# 몬도 TV
몬도 TV는 이탈리아의 프로덕션 및 텔레비전 방송 배급사이다. 1985년 올란도 코라디에 의해 설립되었으며 로마에 위치한다.

## TV 시리즈
- 쾌걸 조로 (애니메이션)
- 신데렐라 이야기
- 피아노의 숲
- 출동! 유후 구조대

## 같이 보기
- 모히칸 족의 최후
- 조선4·26아동영화촬영소